# James Philip Mulvihill
James Philip Mulvihill OMI (* 15. Oktober 1905 in Chelsea, Québec, Kanada; † 21. Juli 1975) war ein kanadischer Ordensgeistlicher und römisch-katholischer Bischof von Whitehorse.

## Leben
James Philip Mulvihill trat der Ordensgemeinschaft der Oblaten der Unbefleckten Jungfrau Maria bei und empfing am 24. Juni 1937 das Sakrament der Priesterweihe. 
Am 18. Dezember 1965 ernannte ihn Papst Paul VI. zum Titularbischof von Caput Cilla und zum Apostolischen Vikar von Whitehorse. Der Apostolische Delegat in Kanada, Erzbischof Sergio Pignedoli, spendete ihm am 25. Januar 1966 die Bischofsweihe; Mitkonsekratoren waren der Erzbischof von Vancouver, Martin Michael Johnson, und der Erzbischof von Edmonton, Anthony Jordan OMI.
James Philip Mulvihill wurde am 13. Juli 1967 infolge der Erhebung des Apostolischen Vikariats Whitehorse zum Bistum der erste Bischof von Whitehorse. Mulvihill trat am 15. Oktober 1971 als Bischof von Whitehorse zurück.